# Арыс (река)
Ары́с, Ары́сь — река на юге Казахстана, правый приток Сырдарьи. Длина реки — 378 км, площадь бассейна — 14 900 км². Протекает по территории Туркестанской и Жамбылской областей.

## Гидрография
Берёт начало у Аксу-Джабаглинского заповедника из родников на хребте Таласский Алатау, правые притоки (Боралдай) текут с хребта Каратау. Впадает в Сырдарью вблизи аула Талапты. Характер в верхнем течении горный, в нижнем сменяется на равнинный. Относится к рекам снегово-дождевого питания. Средний расход воды у города Арысь 46,6 м³/сек. Наибольший сток в апреле, наименьший — в августе.
Используется для орошения, в нижнем течении для рисовых чеков, поэтому до Сырдарьи доходит малая часть. Забор воды осуществляется 37 каналами, самым крупным из которых является Арыс-Туркестанский канал.
Наиболее крупные притоки — Машат, Аксу, Сайрамсу, Боралдай, Бадам, в долинах которых расположились многочисленные санатории и дома отдыха, приуроченные к источникам минеральных вод.
В низовьях ширина русла 40—50 м, поймы 1,5—2 км. Вода пресная, минерализация от 200—400 (в верхнем течении) до 400—500 мг/л (в устье). В бассейне Арыси 11 водохранилищ и прудов, 3 ГЭС.

## Хозяйственная деятельность
Долина Арыси издревле заселена человеком, по ней проходила северная ветвь Великого шёлкового пути. Многочисленны средневековые городища, из которых наиболее значителен Отрар, находящийся у впадения Арыси в Сырдарью. На левом берегу находится городище Казатлык VIII—XI века.